# Guaporema
Guaporema este un oraș în Paraná (PR), Brazilia.